# Балцхајм
Балцхајм (њем. Balzheim) општина је у њемачкој савезној држави Баден-Виртемберг. Једно је од 55 општинских средишта округа Алб-Донау-Крајс. Према процјени из 2010. у општини је живјело 2.037 становника. Посједује регионалну шифру (AGS) 8425140.

## Географски и демографски подаци
Балцхајм се налази у савезној држави Баден-Виртемберг у округу Алб-Донау-Крајс. Општина се налази на надморској висини од 529 метара. Површина општине износи 17,6 km². У самом мјесту је, према процјени из 2010. године, живјело 2.037 становника. Просјечна густина становништва износи 116 становника/km².